# Apo (zeu)
În mitologia incașă, Apo este un zeu al muntelui.

## Vezi și
- Listă de zei

## Legături externe
- Apo - Dicționar mitologic Arhivat în 4 ianuarie 2015, la Wayback Machine.